# Кулаженко, Алексей Николаевич
Алексей Николаевич Кулаженко (3 декабря 1923, Белобережская Рудня, Гомельская губерния — 3 февраля 2010, Брест) — советский хозяйственный и государственный деятель, Герой Социалистического Труда.

## Биография
Родился в 1923 году в деревне Белобережская Рудня. Член КПСС.
Окончил Мозырское педагогическое училище, РПШ при ЦК КПБ.
Участник Великой Отечественной войны: заместитель политрука стрелковой роты на Сталинградском, 3-м Украинском и Карельском фронтах
В 1945—1947 — инструктор, заведующий отделом Наровлянского райкома КП(б) Белоруссии.
В 1949—1956 — секретарь Логишинского райкома КП(б) Белоруссии.
В 1956—1966 — председатель колхоза имени Кирова Пинского района Брестской области Белорусской ССР.
В 1966—1975 — первый секретарь Пинского райкома КП Белоруссии.
В 1975—1990 — работник аппарата Брестского обкома КП Белоруссии, помощник первого секретаря Брестского обкома КП Белоруссии.
Указом Президиума Верховного Совета СССР от 30 апреля 1966 года присвоено звание Героя Социалистического Труда с вручением ордена Ленина и золотой медали «Серп и Молот».
Депутат Верховного Совета Белорусской ССР 6-го созыва. Делегат XXII съезда КПСС.
Умер в 2010 году в Бресте.

## Награды и звания
- Герой Социалистического Труда (30.04.1966)
- Орден Ленина (30.04.1966)
- Орден Октябрьской Революции (12.12.1973)
- Орден Отечественной войны II степени (11.03.1985)